# 소켓 A
소켓 A(Socket A, 소켓 462)는 애슬론 선더버드에서부터 애슬론 XP/MP 3200+에 이르는, 그리고 듀론과 셈프론을 포함한 AMD 저가 프로세서를 아우르는, AMD 프로세서에 쓰이는 CPU 소켓이다. 소켓 A는 또한 지오드 NX 임베디드 프로세서(모바일 애슬론 XP에서 파생)를 지원한다. 이 소켓은 462 핀의 ZIF 핀 그리드 배열 타입이다. (9핀은 소켓 370 CPU의 장착 실수를 막기 위해 막혀있으므로 그 숫자는 462가 된다) AMD 애슬론 XP와 셈프론에 지원되는 프론트 사이드 버스 주파수는 133 MHz, 166 MHz, 200 MHz이다. 소켓 A는 32비트 CPU만 지원한다.
소켓 A는 지오노드 NX 프로세서와의 사용을 제외하고 2003년과 2004년 각각 소켓 754, 소켓 939에 의해 대체되었다.

## 칩셋
| 모델         | 코드명  | 출시일      | CPU 지원                                      | FSB/HT (MHz) | 사우스브리지           | 기능 / 참고       |
| ------------ | ------- | ----------- | --------------------------------------------- | ------------ | ---------------------- | ----------------- |
| AMD-750 칩셋 | AMD-751 | 1999년 8월  | 애슬론, 듀론 (슬롯 A, 소켓 A), 알파 21264     | 100 (FSB)    | AMD-756, VIA-VT82C686A | AGP 2×, SDRAM     |
| AMD-760 칩셋 | AMD-761 | 2000년 11월 | Athlon, Athlon XP, Duron (소켓 A), 알파 21264 | 133 (FSB)    | AMD-766, VIA-VT82C686B | AGP 4×, DDR SDRAM |

## 같이 보기
- AMD 마이크로프로세서 목록